# Arenysaurini
De Arenysaurini zijn een groep plantenetende ornithischische dinosauriërs, behorende tot de Euornithopoda.
In 2020 ontdekte Nicholas Longrich in een studie die Ajnabia benoemde dat deze Afrikaanse vorm nauw verwant was aan Europese Hadrosauridae. Hij definieerde een klade Arenysaurini als de groep omvattende Arenysaurus ardevoli en alle soorten nauwer verwant aan Arenysaurus dan aan Tsintaosaurus spinorhinus, Parasaurolophus walkeri of Lambeosaurus lambei. 
De groep bestaat uit Afrikaanse en Europese vormen uit het late Krijt waaronder verschillende vondsten die nog niet formeel als aparte soort benoemd waren.
De Arenysaurini staan basaal in de Lambeosaurinae.